# Cmentarz żydowski w Żabnie
Cmentarz żydowski w Żabnie – znajduje się w rejonie zwanym Zakirchale, do którego dojście prowadzi ul. Kościuszki. Jest jedyną pamiątką zachowaną po żabieńskiej społeczności żydowskiej.
Żydzi otrzymali prawo osiedlenia się w Żabnie w 1675 (przywilej potwierdzono w 1723). Cmentarz został założony w 1692 na podstawie przywileju gwarantującego Żydom również budowę synagogi, domów, nabywanie gruntów, prowadzenie handlu i rzemiosła oraz zwolnienia z niektórych podatków. 
Nekropolia zajmuje powierzchnię 1 ha i jest ogrodzona częściowo murem betonowym, a częściowo metalową siatką. Na zniszczonym podczas okupacji niemieckiej cmentarzu zachowało się około 100 macew wykonanych z piaskowca i wapienia, posiadają inskrypcje w języku hebrajskim. Ornamentyka macew nie odbiega od standardowych przedstawień charakterystycznych dla sztuki żydowskiej, a zatem motywów korony, świec, lwów, czy detali roślinnych. W latach 90. XX wieku odbudowano ohel, budynek osłaniający mogiły  cadyków: Izraela Elimelecha Ungera, jego syna Jakuba Izaaka i wnuka Szaloma Dawida.
W 1942 roku nekropolia była miejscem egzekucji osób pochodzenia żydowskiego i romskiego. W marcu 1942 pochowano tu kilkanaście osób zamordowanych przez Niemców na terenie miasta, a we wrześniu tego roku rozstrzelano tutaj część Żydów z likwidowanego w Żabnie getta (resztę wywieziono do niemieckiego obozu w Bełżcu lub zamordowano w Dąbrowie Tarnowskiej). Na cmentarzu znajduje się zbiorowa mogiła, w której pochowano ponad stu Żydów zamordowanych przez Niemców. W roku 2004 wzniesiono pomnik ku pamięci tych ofiar Holokaustu. Na pomniku wyryto napis: Błogosławionej pamięci kilkuset żydowskich mieszkańców Żabna, ofiar hitlerowskich zbrodni w okresie II wojny światowej. Fundatorami obiektu byli Genowefa Dombek, Mala Forst i Anna Shore.
Przed 1939, bezpośrednio przy bramie cmentarnej istniały dwa budynki: mieszkanie dozorcy i bet tahara (miejsce rytualnego obmywania zwłok). Oba obiekty zniszczyli Niemcy w czasie okupacji.
W roku 1990 cmentarz wpisano do rejestru zabytków